# Бюффиньекур
Бюффиньеку́р (фр. Buffignécourt) — коммуна во Франции, находится в регионе Франш-Конте. Департамент — Верхняя Сона. Входит в состав кантона Аманс. Округ коммуны — Везуль.
Код INSEE коммуны — 70106.

## География
Коммуна расположена приблизительно в 300 км к юго-востоку от Парижа, в 65 км севернее Безансона, в 24 км к северо-западу от Везуля.
По территории коммуны протекает небольшая река Ревийон (фр. Revillon).

## Население
Население коммуны на 2010 год составляло 115 человек.
| 1962 | 1968 | 1975 | 1982 | 1990 | 1999 | 2010 |
| ---- | ---- | ---- | ---- | ---- | ---- | ---- |
| 120  | 112  | 99   | 113  | 153  | 130  | 115  |

## Администрация
| Период | Период | Фамилия       | Партия | Примечания |
| ------ | ------ | ------------- | ------ | ---------- |
| 2001   | 2008   | Пьер Перрен   |        |            |
| 2008   | 2014   | Кристель Дюше |        |            |

## Экономика
В 2010 году среди 84 человек трудоспособного возраста (15—64 лет) 65 были экономически активными, 19 — неактивными (показатель активности — 77,4 %, в 1999 году было 61,8 %). Из 65 активных жителей работали 57 человек (32 мужчины и 25 женщин), безработных было 8 (4 мужчины и 4 женщины). Среди 19 неактивных 6 человек были учениками или студентами, 10 — пенсионерами, 3 были неактивными по другим причинам.